# La Sexta 2
La Sexta 2 foi um canal de televisão pertencente a La Sexta, que começou suas transmissões regulares em 1 de novembro de 2010 e cessou em 1 de maio de 2012. Sua programação foi baseada em séries e documentários e reality show. La Sexta 2 foi transmitido em sinal aberto, da mesma forma que anteriormente fez Telehit e Hogar 10 como o segundo canal do grupo. A empresa já estudou outras opções de trabalho, como o projeto Q Digital.